# 남아프리카 공화국의 세계유산

남아프리카 공화국의 세계유산은 세계유산 위원회를 거쳐 유네스코 세계유산에 등재된 남아프리카 공화국의 세계유산을 일컫는다. 남아프리카 공화국은 1997년 7월 10일 유네스코 조약에 비준한 이래, 5건의 문화유산과 4건의 자연유산, 1건의 복합유산을 보유하고 있다. 

## 목록

### 문화유산
| No. | 사진 | 등록명                                                    | 소재지                         | 등록년도      | 등록기준          | 유네스코 지정번호 | 비고          |
| 1   |      | 스테르크폰테인, 스와르트크란스, 크롬드라이 화석 인류 유적 | 하우텡주 림포포주 노스웨스트주 | 1999년 2005년 | (ⅲ), (ⅵ)          | 915               | - 인류의 요람 |
| 2   |      | 로벤섬                                                    | 웨스턴케이프주                 | 1988년        | (ⅲ), (ⅳ)          | 916               |               |
| 3   |      | 마푼구베 문화경관                                         | 림포포주                       | 2003년        | (ⅲ), (ⅲ) (ⅳ), (ⅴ) | 1099              |               |
| 4   |      | 리흐터스펠트 문화 및 식물경관                             | 노던케이프주                   | 2007년        | (ⅳ), (ⅴ)          | 1265              |               |
| 5   |      | 코마니 문화경관                                           | 노던케이프주                   | 2017년        | (ⅴ), (ⅵ)          | 1545              |               |

### 자연유산
| No. | 사진 | 등록명                 | 소재지                        | 등록년도      | 등록기준      | 유네스코 지정번호 | 비고 |
| 1   |      | 이시망갈리소 습지 공원 | 콰줄루나탈주                  | 1999년        | (ⅶ), (ⅸ), (ⅹ) | 914               |      |
| 2   |      | 케이프 식물 보호 구역  | 웨스턴케이프주 이스턴케이프주 | 2004년 2015년 | (ⅸ), (ⅹ)      | 1007              |      |
| 3   |      | 브레드포트 돔          | 노스웨스트주 프리스테이트주   | 2005년        | (ⅷ)           | 1162              |      |
| 4   |      | 바버턴 마콘즈와 산맥   | 음푸말랑가주                  | 2018년        | (ⅷ)           | 1575              |      |

### 복합유산
| No. | 사진 | 등록명                   | 소재지                                             | 등록년도 | 등록기준          | 유네스코 지정번호 | 비고               |
| 1   |      | 말로티-드라켄즈버그 공원 | 남아프리카 공화국 콰줄루나탈주 레소토 카차스네크구 | 2000년   | (ⅰ), (ⅲ) (ⅶ), (ⅹ) | 985               | 레소토와 공동 등재 |